# Eugenia congolensis
Eugenia congolensis är en myrtenväxtart som beskrevs av De Wild. och Théophile Alexis Durand. Eugenia congolensis ingår i släktet Eugenia och familjen myrtenväxter. Inga underarter finns listade i Catalogue of Life.